# Moscow Mills
Moscow Mills és una població dels Estats Units a l'estat de Missouri. Segons el cens del 2000 tenia 1.742 habitants.

## Demografia
Segons el cens del 2000, Moscow Mills tenia 1.742 habitants, 609 habitatges, i 453 famílies. La densitat de població era de 359,7 habitants per km².
Dels 609 habitatges en un 45,8% hi vivien nens de menys de 18 anys, en un 47,5% hi vivien parelles casades, en un 19% dones solteres, i en un 25,6% no eren unitats familiars. En el 18,4% dels habitatges hi vivien persones soles el 3,4% de les quals corresponia a persones de 65 anys o més que vivien soles. El nombre mitjà de persones vivint en cada habitatge era de 2,86 i el nombre mitjà de persones que vivien en cada família era de 3,21.
Per edats la població es repartia de la següent manera: un 34,4% tenia menys de 18 anys, un 11,1% entre 18 i 24, un 35,1% entre 25 i 44, un 14,4% de 45 a 60 i un 5,1% 65 anys o més.
L'edat mediana era de 28 anys. Per cada 100 dones de 18 o més anys hi havia 90,5 homes.
La renda mediana per habitatge era de 37.067 $ i la renda mediana per família de 42.083 $. Els homes tenien una renda mediana de 30.264 $ mentre que les dones 21.667 $. La renda per capita de la població era de 14.555 $. Entorn del 5,3% de les famílies i el 8,7% de la població estaven per davall del llindar de pobresa.

## Poblacions més properes
El següent diagrama mostra les poblacions més properes.